# هانك أوتري
هانك أوتري (بالإنجليزية: Hank Autry)‏ هو لاعب كرة قدم أمريكية أمريكي، ولد في 2 مايو 1947 في هاتيسبورغ في الولايات المتحدة.

## وصلات خارجية
- هانك أوتري على موقع مرجع كرة القدم المحترفة.كوم (الإنجليزية)